# Municipio de Whiteley
El municipio de Whiteley (en inglés: Whiteley Township) es un municipio ubicado en el condado de Greene en el estado estadounidense de Pensilvania. En el año 2000 tenía una población de 754 habitantes y una densidad poblacional de 9 personas por km².

## Geografía
El municipio de Whiteley se encuentra ubicado en las coordenadas 39°50′00″N 80°06′59″O / 39.83333, -80.11639.

## Demografía
Según la Oficina del Censo en 2000 los ingresos medios por hogar en la localidad eran de $33,438 y los ingresos medios por familia eran de $39,464. Los hombres tenían unos ingresos medios de $35,375 frente a los $18,125 para las mujeres. La renta per cápita de la localidad era de $14,906. Alrededor del 18,2% de la población estaba por debajo del umbral de pobreza.